# 2010 en Iran
Chronologie de l'Iran
- 2006
- 2007
- 2008
- 2009
- 2010
- 2011
- 2012
- 2013
- 2014

Cet article traite des événements qui se sont produits durant l'année 2010 en Iran.

## Chronologie

### Janvier 2010
- Mercredi 6 janvier 2010, Énergie : ouverture du gazoduc Dauletabad–Sarakhs–Khangiran (en) entre le Turkménistan et l'Iran.
- Mardi 12 janvier 2010, Politique/Nucléaire: Téhéran accuse des organisations dissidentes ou des pays ennemis d'avoir orchestré l'assassinat, le même jour, du physicien nucléaire Masoud Alimohammadi.
- Jeudi 28 janvier 2010, Droits de l'homme : exécution de deux personnes, accusées d'avoir pris part aux protestations postélectorales iraniennes de 2009. L'une, Mohammad Reza Ali Zammani, serait monarchiste, l'autre, Aresh Rahmanupour, proche des Moujahidins du peuple.

### Mars 2010
- 8 mars : ouverture de la banque Shahr.

### Avril 2010
- Samedi 17 avril 2009 : Ouverture de la Conférence internationale sur le désarmement nucléaire, organisé sur deux jours par l'Iran en réponse à la conférence de Washington. 60 pays sont représentés dont la Russie et la Chine.

### Mai 2010
- Mercredi 5 mai 2010 : la Cour d'appel de Paris rejette la demande d'extradition vers les États-Unis d'un ingénieur iranien, Majid Kakavand, arrêté en vertu d'un mandat d'arrêt international l'accusant de trafics illégaux de technologie sensible. Majid Kakavand, avait été arrêté le 20 mars 2009 (le jour du nouvel an iranien) à son arrivée en France à l'aéroport Roissy Charles de Gaulle, alors qu'il était accompagné de son épouse pour passer des vacances. En tout, il a passé treize mois et demi de rétention, dont cinq passés en détention, A noter qu'en janvier et en avril 2010, lors des audiences, des représentants du ministère de la justice US ainsi que du parquet fédéral de Californie étaient présents et fait très rare, un de leurs avocats était venu soutenir les accusations devant la cour. Dès le lendemain de la décision de la Cour d'appel de Paris, Kakavand a regagné Téhéran avec un vol direct Paris-Téhéran. Le 16 mai, la Française Clotilde Reiss, libérée la veille, est de retour en France. Le 18, le tribunal d'application des peines ordonne la libération de Ali Vakili Rad, le meurtrier en 1991 du Chapour Bakhtiar, l'ancien premier ministre du chah. Il est immédiatement expulsé vers Téhéran.
- Lundi 17 mai 2010 : visite officielle du président du Brésil, Lula da Silva. Les ministres des Affaires étrangères iranien, brésilien et turc, signent un accord prévoyant le transfert en Turquie de 1.200 kg d'uranium enrichi à 3,5 % en échange de 120 kg d'uranium enrichi à 20 % destiné au réacteur de « recherche médicale ». Dès le lendemain, les États-Unis, le Royaume-Uni et la France déposent, devant le Conseil de sécurité de l'ONU, un projet de résolution de nouvelles sanctions contre l'Iran.